# Nico Weinmann

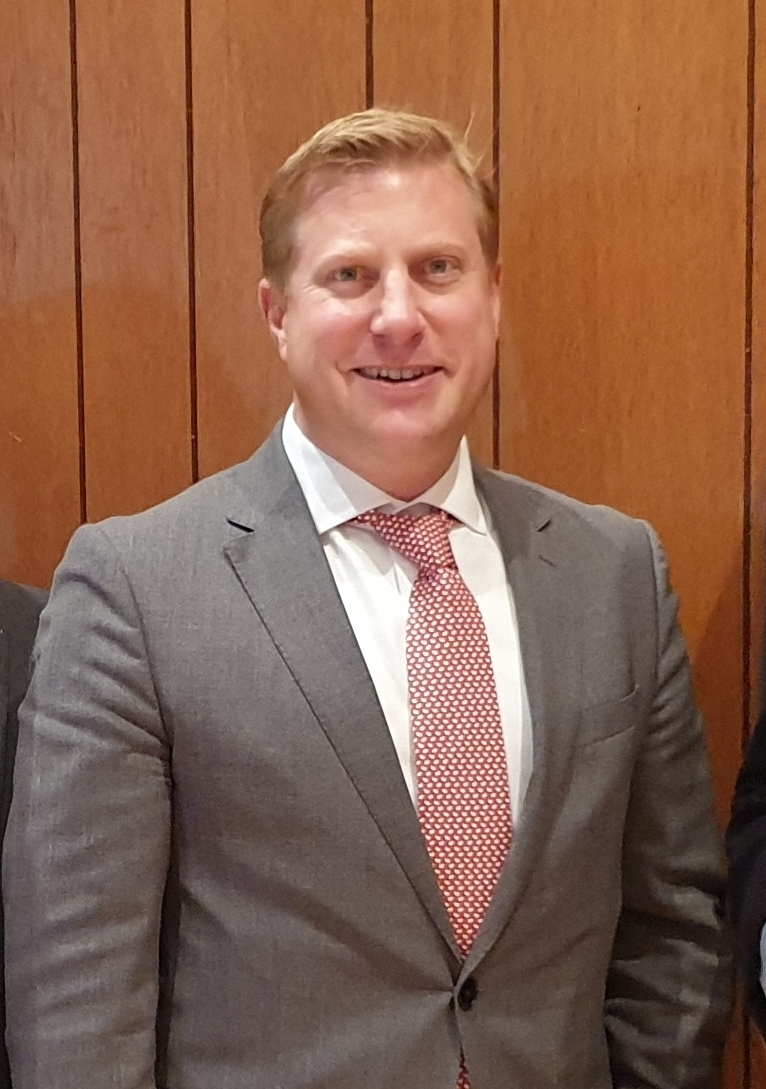
Nico Weinmann, Mitglied des Landtages von Baden-Württemberg

Nico Weinmann (* 15. Dezember 1972 in Heilbronn) ist ein deutscher Rechtsanwalt und Politiker (FDP/DVP). Seit 2016 vertritt er den Wahlkreis Heilbronn über ein Zweitmandat im Landtag von Baden-Württemberg.

## Leben
Nico Weinmann ist der dritte Sohn des früheren Heilbronner Oberbürgermeisters und Ehrenbürgers Manfred Weinmann und dessen Frau Arlyn, einer US-Amerikanerin. Er besitzt neben der deutschen auch die Staatsbürgerschaft der Vereinigten Staaten.
Nach dem Abitur am Robert-Mayer-Gymnasium Heilbronn machte Weinmann bei der Baden-Württembergischen Bank (BW-Bank) in Heilbronn eine Ausbildung zum Bankkaufmann. Nach deren Abschluss arbeitete er eineinhalb Jahre als Kundenberater für die BW-Bank in Sachsen. 1995 nahm er an der Universität Konstanz ein Studium der Rechtswissenschaft auf. Nach dem ersten Staatsexamen folgte ein Referendariat am Landgericht Heilbronn sowie an der Deutschen Hochschule für Verwaltungswissenschaften in Speyer. Seit 2002 ist Weinmann zugelassener Rechtsanwalt und Fachanwalt für Strafrecht. Seine Kanzlei, anfangs in Neckarsulm, verlegte er 2006 nach Heilbronn.

## Mitgliedschaften
Nico Weinmann ist, wie sein Vater Manfred Weinmann, Mitglied der Europa-Union Deutschland. Er ist seit 2013 Vorsitzender des Verkehrsvereins Heilbronn. Zudem ist er Mitglied des Kiwanis-Clubs Heilbronn e. V., sowie Mitglied der Sektion Heilbronn des Deutschen Alpenvereins e. V.

## Politik
Seit 1999 ist Weinmann Mitglied des Heilbronner Gemeinderats, zunächst für die Freien Wähler (FWV), ab 2006 als Vorsitzender der gemeinsamen Fraktion der FWV und FDP. 2008 wechselte er zur FDP. Er ist (Stand 2016) Vorsitzender des Heilbronner FDP-Stadtverbandes. Bei der Landtagswahl 2016 trat er für die FDP im Wahlkreis Heilbronn an und erreichte ein Zweitmandat. Bei der Landtagswahl 2021 konnte er erneut über ein Zweitmandat in den Landtag einziehen. Weimann ist stellvertretender Vorsitzender der FDP/DVP Landtagsfraktion und Sprecher für Rechtspolitik, Medien, Kommunales und Bevölkerungsschutz.
Seit 2019 ist er Vorsitzender der FDP-Fraktion in der Verbandsversammlung des Regionalverbands Heilbronn-Franken.

## Privates
2010 heiratete Weinmann seine Frau, die er seit 2003 kennt. Das Ehepaar hat eine Tochter. Er ist katholischer Konfession.